# 흐라프니스타 사내들의 이야기들
《흐라프니스타 사내들의 이야기들》(고대 노르드어: Hrafnistumanna sǫgur 흐라프니스투만나 소구르)은 케틸 횡그와 그 친지들의 이야기를 다루는 일련의 포르날다르 사가들이다. "흐라프니스타"란 오늘날의 노르웨이 람스타의 옛 노르드어 이름이다.
- 송어 케틸의 사가
- 뺨에 털이 텁수룩한 그림의 사가
- 오르바르오드의 사가
- 활장이 안의 사가

《송어 케틸의 사가》의 주인공 케틸 횡그(Ketil hœng)의 아들이 《뺨에 털이 텁수룩한 그림의 사가》의 주인공 그림 로딘킨니(Grímr loðinkinni)이고 그림 로디킨니의 아들이 《오드바르오드의 사가》의 주인공 오드바르오드(Ǫrvar-Odd)이다.
《에길의 사가》 서장에서 케틸 횡그의 아버지가 할뵤른 할프트롤이라는 정보가 주어진다.